# Resurrección María de Azkue
Resurrección de Jesús Maria de las Nieves Azkue Aberásturi (Lekeitio, 5 agosto 1864 – Bilbao, 9 novembre 1951) è stato un linguista e filologo spagnolo, presidente dell’Euskaltzaindia, la Real Accademia della lingua Basca.
Fu una delle figure chiave nel recupero e nel rilancio della lingua basca (euskera) a cavallo del XIX e del XX secolo.

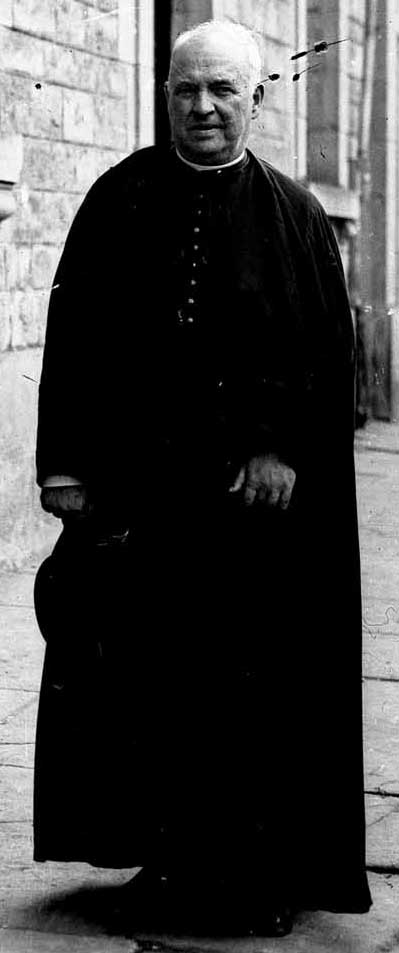
Resurrección María de Azkue durante il Congresso di Studi Baschi (Vergara, 1930).

## Biografia
R.M. de Azkue era figlio di una donna di Mundaka e di un padre originario di Lekeitio, a sua volta stimato poeta.
Nella sua gioventù compì studi nautici a Lekeitio, per poi trasferirsi a Bilbao e infine a Vitoria, dove entrò in seminario. Studiò poi all’università di Salamanca e nel 1888 fu definitivamente ordinato sacerdote.
In quello stesso anno vince un concorso a cattedra come professore di euskera indetto dalla Comunità Forale di Biscaglia a Bilbao, superando Sabino Arana (fondatore del nazionalismo basco) e lo scrittore Miguel de Unamuno. Da quel momento si stabilì definitivamente a Bilbao.
Nel 1891 pubblicò una grammatica dell’euskera influenzata dai lavori dell’autore settecentesco Pablo Pedro Astarloa, lavoro che poi sconfessò lui stesso.
In quel periodo tuttavia dà vita ad alcune riviste tematiche di nome Euskalzale e Ibaizabal e soprattutto crea le prime scuole di basco a Bilbao, chiamate ikastetxeak, precursori delle ikastolak.
Il suo impegno per il basco si estese fino alla creazione di toponimi ad hoc per i nuovi quartieri e le nuove vie della città di Bilbao, città che vedeva castiglianizzarsi sempre di più.
Nel 1904 parte per un viaggio di vari anni in giro per l’Europa, con finalità sia linguistiche che musicali/musicologiche, tornando a Bilbao solo nel 1909.
Fra il 1918 e il 1919 si fa più pressante la necessità di un organismo unificato a tutela della lingua basca e nel 1919 Azkue e un gruppo di intellettuali, scrittori e studiosi baschi dà vita all’Euskaltzaindia.
Nel 1927, inoltre, viene nominato anche membro della Real Académia Española in qualità di rappresentante basco.
Non mancarono tuttavia attriti con gli elementi nazionalisti vicini al pensiero di Sabino Arana, che tra l’altro proponevano anche uno standard linguistico più purista di quello di Azkue. Quest’ultimo stava elaborando una forma linguistica basata essenzialmente sul dialetto gipuzkoano dell’euskera, che poi sarà una delle basi per la norma dell’Euskera Batua (“unificato”), pubblicata nel 1968.
In questo periodo Azkue continuò anche a comporre musica e a scrivere trattati e saggi sulla lingua, la storia e il folklore baschi.
Vicino ad alcune idee del nazionalismo basco (ma anche critico verso altre), si mantenne relativamente lontano da ambienti ed eventi politici e questo, insieme ad un’età ormai avanzata, gli permise di non avere eccessivi problemi con le autorità franchiste alla fine della Guerra Civile, sebbene fosse tenuto d’occhio.
Continuò a lavorare fino al 1951, quando a seguito di un incidente nei pressi del fiume Nervión (il fiume che attraversa Bilbao), morì all’età di 87 anni.

## Opere
- Euskal Izkindea. Gramática Euskara (1891).
- Euskara-gaztelania-frantsesa hiztegia. Diccionario Vasco-Español-Francés (1905).
- Euskal Morfologia. Morfología Vasca (1923), studio sui suffissi baschi.
- Euskalerriaren Yakintza (El Saber de Euskal Herria) (1935-1947), raccolta di sapere popolare basco.
- Bein da betiko. Una vez y para siempre (1893).
- Ardi galdua. La oveja perdida/descarriada (1919).

In campo musicale pubblicò:
- Cancionero Popular Vasco. Recopilación de músicas y canciones (1918-1921). Selezione di 1001 brani di quasi 2000 di un precedente lavoro risultato vincitore di un concorso convocato dalle Deputazioni forali di Gipuzkoa, Biscaglia, Araba e Navarra nel 1915.